# Valberto Amorim dos Santos
Valberto Amorim dos Santos (født 16. marts 1973) er en tidligere brasiliansk fodboldspiller.